# Sie werden euch in den Bann tun (BWV 183)
Pour les articles homonymes, voir Sie werden euch in den Bann tun.
Sie werden euch in den Bann tun (Ils lanceront sur vous l'anathème), (BWV 183), est une cantate religieuse de Johann Sebastian Bach composée à Leipzig en 1725.

## Histoire et livret
Bach écrivit cette cantate lors de sa deuxième année à Leipzig pour le sixième dimanche après Pâques et la dirigea le 13 mai 1725. Pour cette destination liturgique, une autre cantate a franchi le seuil de la postérité : la BWV 44. Durant la deuxième année, Bach avait déjà composé un deuxième cycle annuel de cantates chorales entre le premier dimanche après la Trinité et le Dimanche des Rameaux mais était revenu vers des cantates aux textes plus variées pour Pâques. Neuf des cantates de la période entre Pâques et la Pentecôte sont basées sur des textes de Christiana Mariana von Ziegler y compris celle-ci que Bach inclut ultérieurement dans son troisième cycle annuel.
Les lectures prescrites étaient Première épître de Pierre 4 :8–11 et Jean 15 :26 jusqu'à 16 :4, la promesse du Paraclet et l'annonce de la persécution dans le second discours d'adieu. La poétesse commence la cantate avec la même citation de l'Évangile que le poète inconnu l'année précédente pour la cantate Sie werden euch in den Bann tun (BWV 44) écrite pour la même occasion, l'annonce de persécutions Jean 16 :2. Elle continue en soulignant l'absence de toute crainte possible pour le fidèle qui s'en remet aux « Jesu Schutzarm » (les bras protecteurs de Jésus). Dans les troisième et quatrième mouvements, elle se réfère au début de l'Évangile et à l'esprit qui aidera. Le choral final est la cinquième strophe de Zeuch ein zu deinen Toren de Paul Gerhardt. Une fois encore, le texte de Ziegler diffère de la version imprimée mais moins cependant que dans les précédents cantates telle Auf Christi Himmelfahrt allein, BWV 128.

## Structure et instrumentation
La cantate est écrite pour une combinaison instrumentale inhabituelle de quatre hautbois : deux hautbois d'amour et deux hautbois da caccia plus un violoncelle piccolo, deux violons, alto, basse continue avec quatre voix solistes (soprano, alto, ténor, basse) et un chœur uniquement pour le choral final.
Il y a cinq mouvements :
1. récitatif (basse) : Sie werden euch in den Bann tun
2. aria (ténor) : Ich fürchte nicht des Todes Schrecken
3. récitatif (alto) : Ich bin bereit, mein Blut und armes Leben
4. aria (soprano) : Höchster Tröster, Heilger Geist
5. choral : Du bist ein Geist, der lehret

## Musique
Le premier mouvement est attribué à la basse en tant que Vox Christi, la voix du Christ. L'année précédente, Bach avait rendu l'annonce de Jésus par un mouvement en deux parties, un duo suivi d'un chœur mouvementé. Dans cette cantate il restitue cette annonce en un récitatif de seulement cinq mesures. Il expérimenta une instrumentation avec de longs accords des quatre hautbois - deux hautbois d'amour et deux hautbois da caccia - pour accompagner la voix  sur une pédale du continuo, créant ainsi un son « sépulcral ». Le musicologue Christoph Wolff note que cette importante partition du hautbois n'est utilisée que dans les deux récitatifs (1 et 3).
Dans la première aria, niant la peur de la mort menaçante, le violoncelle piccolo joue inlassablement de longues tirades. Le troisième mouvement est de nouveau un récitatif accompagné, plus complexe encore que le premier : les cordes jouent de longues notes alors que tous les hautbois répètent alternativement le même motif de quatre notes durant tout le mouvement chanté par l'alto sur les mots « Ich bin bereit » (Je suis prêt). La seconde aria est accompagnée des cordes et les deux hautbois da caccia à l'unisson comme instruments obligés, de telle sorte que les deux arias sont dominées par des instruments au registre plus bas. La cantate se clôt par un choral en quatre parties sur l'air de Helft mir Gotts Güte preisen.

## Sources
- Gilles Cantagrel, Les cantates de J.-S. Bach, Paris, Fayard, mars 2010, 1665 p.  (ISBN 978-2-213-64434-9)

- (de) Cet article est partiellement ou en totalité issu de l’article de Wikipédia en allemand intitulé « Sie werden euch in den Bann tun, BWV 183 » (voir la liste des auteurs).